# Burschenschaft Danubia München
Die Burschenschaft Danubia München ist eine pflichtschlagende, farbentragende Studentenverbindung in München. Die Burschenschaft gehört dem Korporationsverband Deutsche Burschenschaft (DB) und innerhalb dieser der völkischen Burschenschaftlichen Gemeinschaft (BG) an. Sie wird dem rechtsextremistischen Spektrum zugeordnet und ihre Aktivitas vom Bayerischen Verfassungsschutz beobachtet.
Als Studentenverbindung ist die Burschenschaft Danubia ein Lebensbund, in dem Studenten nach ihrem Studienabschluss Mitglied der Altherrenschaft werden, die die jungen Studenten (Aktivitas) finanziell und ideell unterstützt (umgekehrter Generationenvertrag). Außerdem ist sie nach dem Conventsprinzip organisiert, das heißt Entscheidungen werden in Abstimmungen und Wahlen getroffen, wobei die Mehrheit entscheidet.
Die Danubia trägt die Farben Weiß-Grün-Rosenrot mit silberner Perkussion, weiße Mützen im Münchner Tellerformat und führt den Wahlspruch „Frei in Rede, kühn in Tat!“ Sie verlangt von ihren Mitgliedern das Schlagen von drei genehmigten Mensuren.

## Geschichte

### Gründungszeit
Die Burschenschaft Danubia wurde am 6. März 1848 im Zuge der Auseinandersetzungen um die Tänzerin Lola Montez und König Ludwig I. gegründet und ist damit nach der damaligen Algovia (heute Arminia-Rhenania) die älteste Burschenschaft Münchens. Danubia war Teil der bürgerlich-revolutionären Bewegung von 1848 und musste sich wegen ihrer Beteiligung an der Revolution in München am 1. Mai 1853 zeitweilig auflösen. Schon zuvor war der erste Sprecher der Danubia wegen Hochverrats verhaftet worden, das Verfahren wurde jedoch später eingestellt. 1871 wurde einer der einstigen Revolutionäre, Nepomuk Fäustle, schließlich königlich bayerischer Justizminister.
1874 gründeten Passauer und Straubinger Abiturienten eine zwanglose Vereinigung Passavia, die sich im Wintersemester 1875/76 in Danubia umbenannte, die gleichen Farben und den gleichen Zirkel wie die ursprüngliche Danubia trug und deren Ideale vertrat; ab dem 23. Mai 1877 nannte sich die Danubia Burschenschaft.
1877 wurde sie in den Eisenacher Deputierten-Convent (EDC) aufgenommen und wechselte 1881 zum Allgemeinen Deputierten-Convent (ADC), aus dem später die Deutsche Burschenschaft hervorging. Für einige Jahre trat die Danubia aus dem ADC aus und gehörte in den Jahren 1883 bis 1886 keinem Dachverband an. 1890 schlossen sich die Mitglieder der Danubia von 1848 als Alte Herren der neuen Burschenschaft Danubia an. 1898 erfolgte die endgültige Aussöhnung mit dem Haus Wittelsbach, als Prinz Ludwig von Bayern (später König Ludwig III.) das 50. Stiftungsfest der Burschenschaft besuchte.

Die Danubia als Mitglied der Deutschen Burschenschaft (1915)

### Die Zeit der Weltkriege
Im Ersten Weltkrieg kamen 30 Mitglieder der Danubia als Soldaten ums Leben. 1919 waren Mitglieder der Danubia an der gewaltsamen Niederschlagung der Münchner Räterepublik in Bayern beteiligt, auch gehörten viele Danuben dem Freikorps Epp an. Am 10. Januar 1920 gründete die Danubia zusammen mit weiteren Burschenschaften die Rote Richtung. 1923 traten alle Mitglieder der freien Verbindung Avaria zur Danubia über. Mit Walter Schmadel stellte sie 1927–29 den Vorsitzenden des damaligen AStA-Dachverbands Deutsche Studentenschaft.
1935 löste sich die Danubia auf, da sie sich der Eingliederung in den Nationalsozialistischen Deutschen Studentenbund widersetzte und das damit verbundene Führerprinzip ablehnte. Danubia gehörte zu den nur sieben deutschen Burschenschaften, die sich nicht am Aufbau einer Kameradschaft beteiligten. Im Zweiten Weltkrieg kamen insgesamt 44 Danuben als Soldaten ums Leben.

### Nachkriegszeit
Ab April 1946 kam es erneut zu regelmäßigen Treffen der ehemaligen Danuben in München. 1949 gründete sich die Burschenschaft Danubia wieder und nahm noch im selben Jahr den Aktivbetrieb auf. Am 15. Juni 1950 war sie an der Wiederbegründung der Deutschen Burschenschaft beteiligt. 1953 wurde sie durch den akademischen Senat in das Verzeichnis der an der Universität München bestehenden Vereinigungen aufgenommen. Im Geschäftsjahr 1954/55 übernahm Danubia den Vorsitz der Deutschen Burschenschaft.
In den 1960er Jahren waren mehrere Mitglieder der Danubia aktiv am Südtirolkampf beteiligt. Nachdem auf dem Burschentag 1961 eine Fusion der österreichischen und deutschen Burschenschaften gescheitert war, wurde am 15. Juli 1961 von den diesen Vorstoß unterstützenden Burschenschaften im Haus der Danubia die Burschenschaftliche Gemeinschaft (BG) gegründet. Die 42 deutschen und österreichischen Burschenschaften bekennen sich im Gründungsprotokoll der BG „zum volkstumsbezogenen Vaterlandsbegriff“ und fordern „die geistige und kulturelle Einheit aller, die dem deutschen Volke angehören und sich zu ihm bekennen“. Die BG bezieht sich positiv auf ein „Großdeutschland“ in den Grenzen vom 1. September 1939.
1967 errang die Danubia zusammen mit anderen Korporationen zum letzten Mal die Mehrheit im AStA.

## Verbindungshäuser

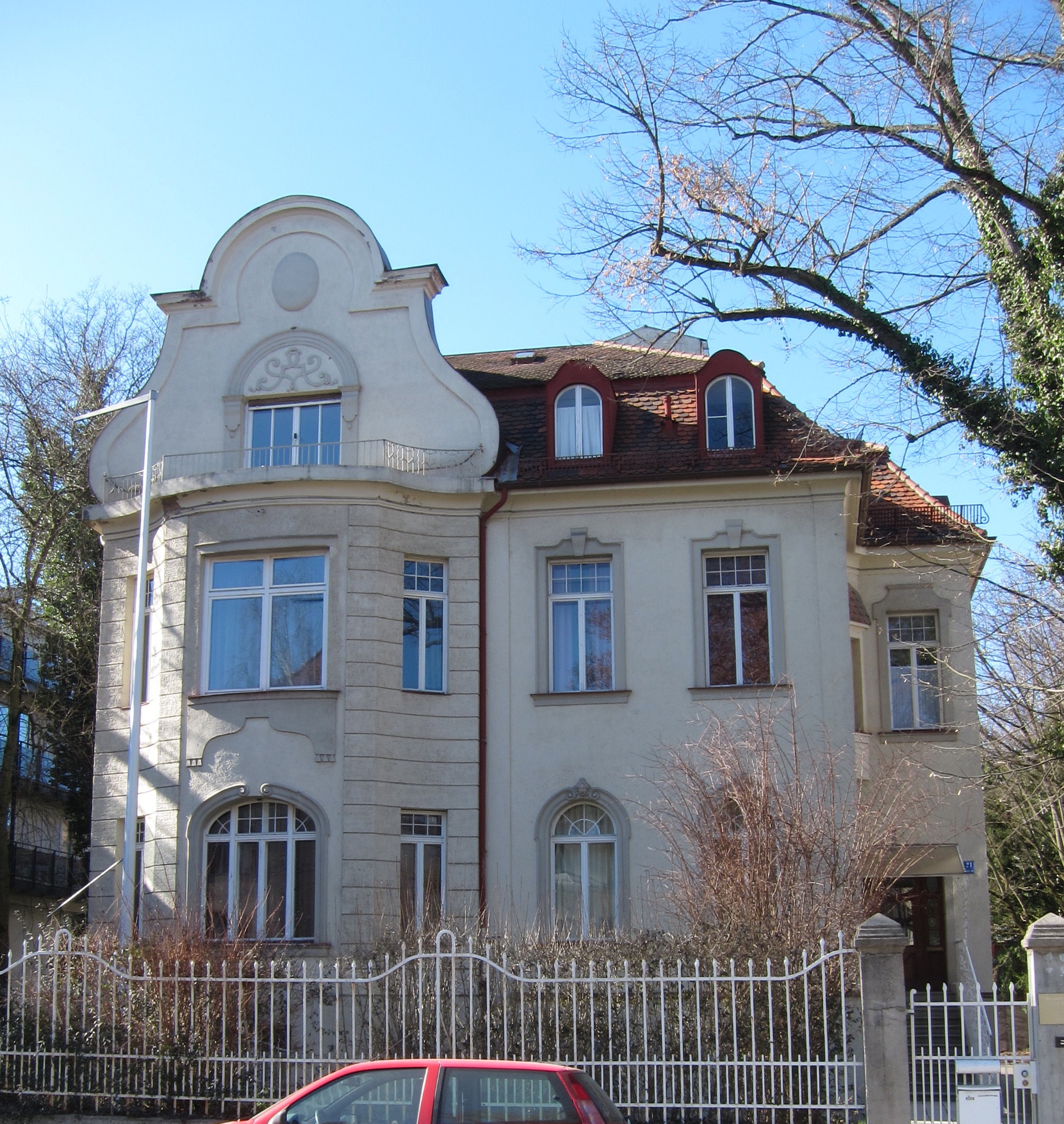
Ehemaliges Haus der Burschenschaft Danubia München in Bogenhausen, Möhlstraße 21 (2011)

Als Verbindungshaus der Danubia diente vor dem Zweiten Weltkrieg das Grützner-Haus, Grütznerstraße 1, in Au-Haidhausen. Von 1958 bis 2016 besaß die Danubia das Haus Möhlstraße 21. Es war 1901 vom später durch die Nationalsozialisten als Juden deklarierten und verfolgten lutherisch-evangelischen Ehepaar Julius und Luise Kaufmann erbaut worden. Die Familie Kaufmann bewohnte es, bis das Gebäude am 1. Februar 1938 „arisiert“ wurde und an die Familie der Freiherren von Leonrod überging. Julius und Luise Kaufmann nahmen sich zusammen mit ihrem Sohn Bruno 1940 das Leben, um der Deportation zu entgehen. Der Sohn der neuen Besitzer, Ludwig Freiherr von Leonrod, war als Wehrmachtsmajor an der Verschwörung gegen Hitler vom 20. Juli 1944 beteiligt. Er wurde am 25. August 1944 hingerichtet.

Im Jahr 2016 zog die Burschenschaft aus dem Haus in der Möhlstraße aus. Wer es übernahm und zu welchem Preis, sei laut Süddeutscher Zeitung nicht bekannt. Ins Grundbuch eingetragen sei der Verein Möhlstraße 21 e. V. Die Danubia erwarb ein Gebäude in der Potsdamer Straße in Schwabing.

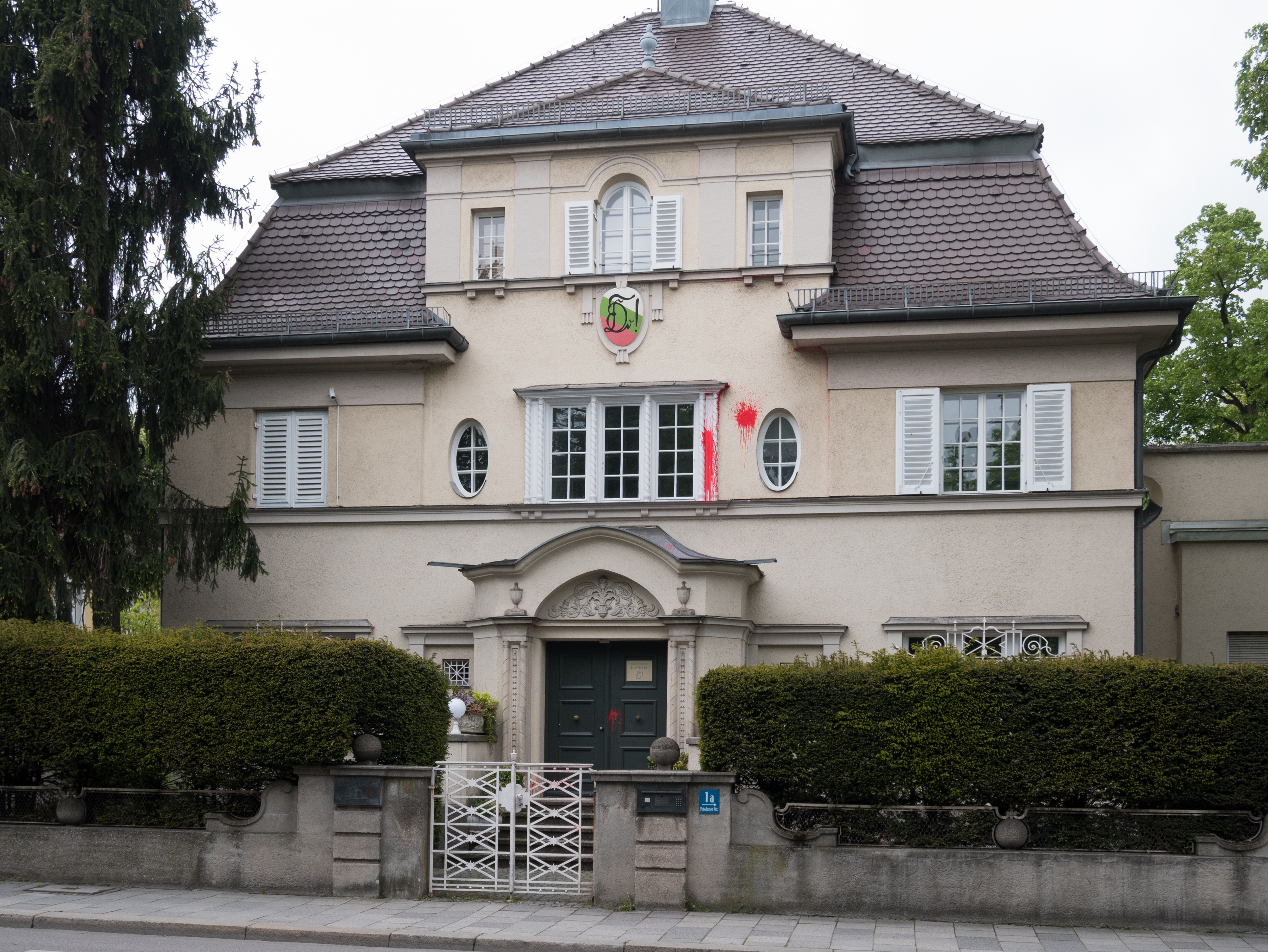
Verbindungshaus der Burschenschaft Danubia München in der Potsdamer Straße 1a

Auf dem Haus der Danubia residiert außerdem die Schülerverbindung Pennale Burschenschaft Saxonia Czernowitz zu München, zu der es große personelle Überschneidungen gibt.

## Auswärtige Verhältnisse
1961 gründete sie mit der Wiener akademischen Burschenschaft Teutonia, der Alten Breslauer Burschenschaft zu Bonn und der Königsberger Burschenschaft Teutonia & Greifswalder Burschenschaft Germania vereinigt zu Marburg das Ostdeutsche Kartell. Letztere Burschenschaft gehört dem bis heute bestehenden Kartell allerdings nicht mehr an. Zur Innsbrucker akademischen Burschenschaft Brixia besteht ein Freundschaftsverhältnis.
Danubia hatte bisher dreimal (1930, 1955, 1977) den Vorsitz der Deutschen Burschenschaft inne.

## Vortragsreihen
Seit den 1980er Jahren veranstaltet die Burschenschaft Danubia regelmäßig die Bogenhausener Gespräche in ihrem Verbindungshaus in München-Bogenhausen. Zu diesen Gesprächen waren unter anderem bekannte Rechtsextremisten wie Pierre Krebs und Günter Deckert eingeladen sowie der Holocaustleugner Wilhelm Stäglich. 1998 erregte im Rahmen der Bogenhausener Gespräche der Vortragsabend mit Horst Mahler, Peter Furth und Bernd Rabehl Aufmerksamkeit. Horst Mahler ließ Rabehls Vortrag mit dem Titel „Dreißig Jahre nach 68 – Wege das geistige Vakuum in Deutschland zu überwinden“ unabgesprochen der Jungen Freiheit zukommen, die diesen abdruckte. Auch Jürgen Schwab trat bei der Burschenschaft als Redner auf. Die Danubia kündigt ihre Bogenhauser Gespräche regelmäßig in der neurechten Wochenzeitung Junge Freiheit an.
Die Burschenschaft veranstaltet außerdem die regelmäßige Vortragsreihe Herrschaftsfreier Dialog. Im Juni 2014 wurde bekannt, dass Martin Pfeiffer, Chefredakteur der rechtsextremen österreichischen Zeitschrift Die Aula und Vorsitzender der vom deutschen Verfassungsschutz als „größte rechtsextremistische Kulturvereinigung“ in Deutschland eingestuften Gesellschaft für freie Publizistik (GfP), als Referent vorgesehen war. Der Vortrag wurde von der Altherrenschaft daraufhin kurzfristig abgesagt, ihr Vorsitzender nannte die Einladung „ein bedauerliches Versehen“.
Auch der wegen eines Bombenanschlags in Südtirol verurteilte Peter Kienesberger und Alain de Benoist, Vordenker der Neuen Rechten, hielten Vorträge bei der Danubia.
Am 18. Januar 2017 trat ein damals hochrangiger Vertreter der IB Österreich als Redner eines Vortragsabends der IB im Haus der Münchner Burschenschaft Danubia zum Thema „Die Perspektiven der Reconquista im 21. Jahrhundert. Eine Bestandsaufnahme und ein Ausblick“ auf.
Am 5. Juli 2019 führte die Aktivitas eine Vortragsveranstaltung zu einem Projekt der Identitären Bewegung (IB), der sogenannten Alternative Help Association (AHA), mit dem ehemaligen Vorsitzenden der IB Bayern und ehemaligen stellvertretenden Vorsitzenden der IB Deutschland durch.
Für den 21. November 2019 kündigte die Aktivitas einen Vortrag mit dem Referenten Thor von Waldstein an. Diesen bezeichneten sie in ihrer Einladung als einen bedeutenden Denker der Neuen Rechten. In der Vergangenheit trat er immer wieder in rechtsextremistischen Zusammenhängen in Erscheinung.

## Politische Ausrichtung
Die Burschenschaft Danubia unterhält seit langem Kontakte in das rechtsextremistische Spektrum, insbesondere zur Neuen Rechten, und wird laut Bundeszentrale für politische Bildung dem „radikal-völkischen Flügel der DB, der Burschenschaftlichen Gemeinschaft“, zugeordnet. Die Aktivitas der Danubia wird vom bayerischen Verfassungsschutz beobachtet und als „rechtsextrem“ eingestuft. Auch die Burschenschaft „als Ganze“ inklusive der „Alten Herren“ habe man aufgrund ihrer Aktivitäten im Blick, sehe bei letzteren aber „keine hinreichend gewichtigen tatsächlichen Anhaltspunkte dafür“, dass sie „Bestrebungen verfolgt, die gegen die freiheitliche demokratische Grundordnung gerichtet sind“. Der damalige bayerische Innenminister Günther Beckstein (CSU) ordnete die Danubia als erste bayerische Burschenschaft als „eindeutig rechtsextremistisch“ und als „verfassungsfeindliche Organisation“ ein. Entsprechend können Mitglieder der Danubia seit 2001 nicht mehr ohne den Beweis ihrer Verfassungstreue in den Staatsdienst übernommen werden. Die Danubia veranstaltete mehrfach Vorträge mit Rechtsextremisten und Antisemiten wie Horst Mahler. Zudem waren und sind Mitglieder der Burschenschaft in anderen rechtsextremen Vereinigungen aktiv. Sie ist befreundet mit der österreichischen Burschenschaft Olympia Wien, die dort in den sechziger Jahren wegen ihrer Verbindungen zu separatistischen Südtiroler Terroristen vorübergehend verboten war.

### 1960–1999
In den 1960er und 1970er Jahren engagierten sich mehrere aktive Danuben in der NPD. Mit Alfons Hueber stellte die Burschenschaft (1971–1973) einen Bundesvorsitzenden der Jungen Nationaldemokraten, sowie mit Lutz Kuche (1971–1973) und Uwe Sauermann (1975–76) zwei Bundesvorsitzende des Nationaldemokratischen Hochschul-Bundes. Lutz Kuche, der seit 1976 der CDU angehörte und für den Rheinischen Merkur arbeitete, war, wie sich nach der Wende herausstellte, seit 1966 Inoffizieller Mitarbeiter (IM „Bakker“) des Ministeriums für Staatssicherheit der DDR. Er wurde deshalb 1995 vor dem Oberlandesgericht Düsseldorf zu zweieinhalb Jahren Freiheitsstrafe wegen Landesverrats verurteilt.
Am 21. Juli 1977 überfielen 20 Neonazis unter Führung eines NPD-Funktionärs mehrere Studenten vor der Universität München, um der Burschenschaft einen Platz vor der Mensa zu sichern. Im Gerichtsverfahren 1979 kam heraus, dass die gewaltbereite Gruppe aus Regensburg auf Anforderung der Danubia als sogenannte Schutztruppe für einen Infostand angereist war.
Ende der 1980er Jahre war die Burschenschaft eng mit den Republikanern verbunden. So wurde 1989 der „Republikanische Hochschulverband“ (RHV), der Studierendenverband der Partei, im Haus der Danuben gegründet. Das Danubia Mitglied Hans-Ulrich Kopp, Chefredakteur der Witiko-Briefe und Mitinitiator der Jungen Freiheit, wurde Vorsitzender.

### 2000–2009
2001 geriet die Danubia in die Schlagzeilen, weil sie dem polizeilich bekannten 19-jährigen Neonazi Christoph Schulte in ihrem Verbindungshaus Unterschlupf gewährte, unmittelbar nachdem dieser als Haupttäter aus einer Gruppe von etwa 50 Neonazis heraus einen 31-jährigen Griechen schwer verletzt hatte. Ein Mitglied der Prager Burschenschaft Teutonia in Regensburg hatte den Täter in der Nacht zum 13. Januar gegen drei Uhr morgens blutend zum Haus der Danuben gebracht. Der rassistisch motivierte Überfall ereignete sich aus einer Geburtstagsfeier heraus, die von einem Mitglied der Danubia organisiert worden war. Anschließend setzte sich Schulte zunächst in die Niederlande ab, wo er zwei Wochen später gefasst wurde. Die Münchner Staatsanwaltschaft ermittelte wegen Strafvereitlung. Im späteren Verfahren standen der Danube Reinhard Mehr gemeinsam mit weiteren Neonazis wegen schwerer Körperverletzung, Schulte und seine 18-jährige Freundin wegen versuchten Mordes vor Gericht. Der Rektor der Münchner Universität, Andreas Heldrich, untersagte der Burschenschaft in Folge des Vorfalls, Aushänge auf dem Gelände der Hochschule anzubringen. Der damalige bayerische Innenminister Günther Beckstein forderte eine „glasklare Distanzierung“ der Danubia von rechtsextremen Mitgliedern und Inhalten. Laut taz sperrte die Danubia nach Bekanntwerden des Vorfalls „flugs“ ihre Webseite und entschärfte sie dann „stark“.
Der bayerische Verfassungsschutz erwähnte die Danubia daraufhin im Jahresbericht 2001 und stellte 2002 fest, dass entgegen einer anderslautenden Erklärung der Danubia von 2001 keine Bereitschaft zur Abkehr von den bisherigen rechtsextremistischen Bestrebungen erkennbar sei. Er führte die Aktivitas der Danubia bis einschließlich 2006 in seinen Berichten bei den sonstigen erwähnenswerten rechtsextremen Organisationen auf. Ab 2004 wurde dabei auf eine ausführliche Darstellung verzichtet, da rechtsextremistische Aktivitäten „nicht feststellbar waren“, obwohl sie aufgrund der nach „wie vor bestehenden Nähe zum Rechtsextremismus“ zunächst weiterhin unter Beobachtung des Landesamts stand. Von 2007 bis 2011 wurde die Danubia in den Verfassungsschutzberichten dann vorübergehend nicht mehr aufgeführt. Als Grund wurde angegeben, dass die Aktivitas lediglich aus 15 Studenten bestehe und ihre Bedeutung nicht mehr dem dargestellten Maßstab entspreche. Eine anhängige Klage der Burschenschaft Danubia gegen die Berichterstattung in den Jahren 2001 bis 2006 habe für die Nichterwähnung ab 2007 keine Rolle gespielt.
2005 wurde Sascha Jung, Mitbegründer des neuen Hofgeismarer Kreises und Alter Herr der Danubia, die Übernahme in den höheren Justizdienst des Freistaates Bayern verweigert. Die Ablehnung mit der Begründung, „das Bekenntnis des Bewerbers zur Verfassungstreue“ erscheine „nicht glaubhaft“, bezog sich auf Jungs Mitgliedschaft in der Aktivitas der Danubia von 1994 bis 2002. Auch eine bevorstehende Anstellung Jungs an der Universität Bayreuth wurde durch Bayerns damaligen Innenminister Günther Beckstein verhindert. Die burschenschaftliche „Initiative Akademische Freiheit“ versuchte anschließend vergeblich die Rehabilitierung Jungs und seiner Korporation zu erreichen. 2007 klagte Jung nach einem Parteiausschluss durch die SPD erfolgreich gegen den Ausschluss. Seit dem 21. Juli 2007 ist Jung kein SPD-Mitglied mehr.

### Seit 2010
Im Juni 2012 wurde ein Mitglied, das laut Verfassungsschutz enge Kontakte zur neonazistischen Kameradschaft München hatte, aus der Danubia ausgeschlossen.
Seit dem Verfassungsschutzbericht für 2012 wird die Aktivitas der Danubia aufgrund von Kontakten zur Münchner Neonazi-Szene wieder als „eigenständiges Beobachtungsobjekt des Landesamts für Verfassungsschutz“ erwähnt. Im Bericht für 2013 heißt es: „Die Aktivitas der Burschenschaft Danubia agiert revisionistisch und propagiert einen übersteigerten Nationalismus im völkischen Sinne“.
2017 berichtete der Spiegel über ein Mitglied der Burschenschaft, das in der vom Verfassungsschutz beobachteten völkischen Identitären Bewegung aktiv ist. Laut bayerischem Verfassungsschutz sind „intensive personelle Verbindungen“ zwischen einzelnen Personen aus der Aktivitas und der Identitären Bewegung auffällig.
Infolge der Terrorermittlungen gegen Franco A. und andere Bundeswehrsoldaten ab 2017 untersuchte der Militärische Abschirmdienst (MAD) die Aktivitäten von elf Bundeswehr-Angehörigen, von denen einige Kontakte zur Burschenschaft Danubia haben sollen.
Im Juli 2018 besuchten Mitglieder der Aktivitas im Rahmen einer „Jungburschenfahrt ins Elsass“ die im April 2019 durch den französischen Staat verbotene rechtsextreme Gruppierung „Bastion Social“. Diese orientierte sich an dem Vorbild der italienischen neofaschistischen Gruppe „Casa Pound“.

## Bekannte Mitglieder
- Alfons Hueber (* 1949), Jurist und ehemaliger Bundesvorsitzender der Jungen Nationaldemokraten
- Bernd Kallina (* 1950), Politikwissenschaftler und Journalist
- Hans-Ulrich Kopp (* 1962), Publizist
- Benjamin Nolte (* 1982), Wirtschaftsingenieur, Politiker (AfD), Mitglied des bayerischen Landtags[46]
- Michael Paulwitz (* 1965), Historiker, Journalist, Politiker (Die Republikaner), PR-Berater – (ausgetreten)
- Alexander Wolf (* 1967), Politiker (AfD), Mitglied der Hamburgischen Bürgerschaft

Bekannte verstorbene Mitglieder
- Hans Bellinghausen (1887–1958), Historiker, Archivar und Heimatforscher
- Rudolf Beyer (1891–?), Richter, Präsident OLG Dresden
- Franz Josef Delonge (1927–1988), Rechtsanwalt und Stadtrat in München; Vorsitzender der CSU-Stadtratsfraktion (1978–1984)
- Walther Epstein (1874–1918), Architekt
- Hermann Esser (1900–1981), Journalist und Politiker (NSDAP)
- Johann Nepomuk von Fäustle (1828–1887), Königlich Bayerischer Justizminister (1871–1887); Auftraggeber des Münchner Justizpalastes
- August Geislhöringer (1886–1963), Innenminister des Freistaates Bayern (1954–1957)
- Ralf Küttelwesch (1962–2023), Journalist, Politiker (AfD) und ehemaliger stellvertretender Bundesführer des Sturmvogel – deutscher Jugendbund
- Bruno Liebich (1862–1939), Indologe
- Raimund Lorenzer (1891–1966), Arzt und Schriftsteller
- Josef Maily (1876–1945), Oberbürgermeister von Straubing
- Fritz W. Meyer (1907–1980), SA- und NSDAP-Mitglied, Ökonom, Wirtschaftsweiser
- Theodor Meyer-Steineg (1873–1936), Jurist, Augenarzt, Komponist und Medizinhistoriker
- Martin Möbius (1888–nach 1944), Verwaltungsjurist, Präsident der Landesversicherungsanstalt Sachsen
- Joseph Muggenthaler (1855–1931), Rechtskundiger Bürgermeister von Passau
- Franz Josef Nuißl (1877–1955), Oberbürgermeister und Ehrenbürger von Neu-Ulm (NSDAP)
- Max Osborn (1870–1946), Schriftsteller, Kunstkritiker und Journalist
- Anton Reus (1882–1960), Bürgermeister und Landrat in Deggendorf (Bayerische Volkspartei, NSDAP)
- Karl Roeder (1890–1975), Journalist und Schriftsteller
- Ferdinand Roth (1908–1966), Arzt, Direktor der Pathologischen Institute in Berlin und Bonn
- Rudolf Samper (1912–2001), Jurist und Schriftsteller, Oberstaatsanwalt am Bayerischen Verwaltungsgerichtshof
- Walter Schmadel (1902–1944), Journalist, Vorsitzender der Deutschen Studentenschaft
- Gottlieb Schwemmer (1889–1959), Oberbaurat, Bürgermeister von Freising
- Alfred Seeliger (1867–1938), Mediziner, Journalist, Nationalsozialist
- Adolf Seiser (1891–1971), Arzt, Hygieniker und Bakteriologe, Rektor der Universität Gießen (NSDAP, SA)
- Michael Friedrich Vogt (1953–2025), Journalist und Dokumentarfilmer, ehemals Honorarprofessor für Public Relations und Kommunikationsmanagement
- Luitpold Weegmann (1885–1966), Oberbürgermeister von Bamberg
- Georg Weiß (1885–1951), Pädagoge
- Adolf Windorfer (1909–1996), Kinderarzt, Direktor der Universitätskinderklinik Erlangen
- Werner Wittstadt (1907–1956), Physikochemiker
- Ernst Wrede (1914–2008), Präsident des bayrischen Arbeitgeberverbandes; Mitglied des Bayerischen Senats (NSDAP)

Mitgliederverzeichnis:
- Willy Nolte (Hrsg.): Burschenschafter-Stammrolle. Verzeichnis der Mitglieder der Deutschen Burschenschaft nach dem Stande vom Sommer-Semester 1934. Berlin 1934. S. 1081.